# Quarantena

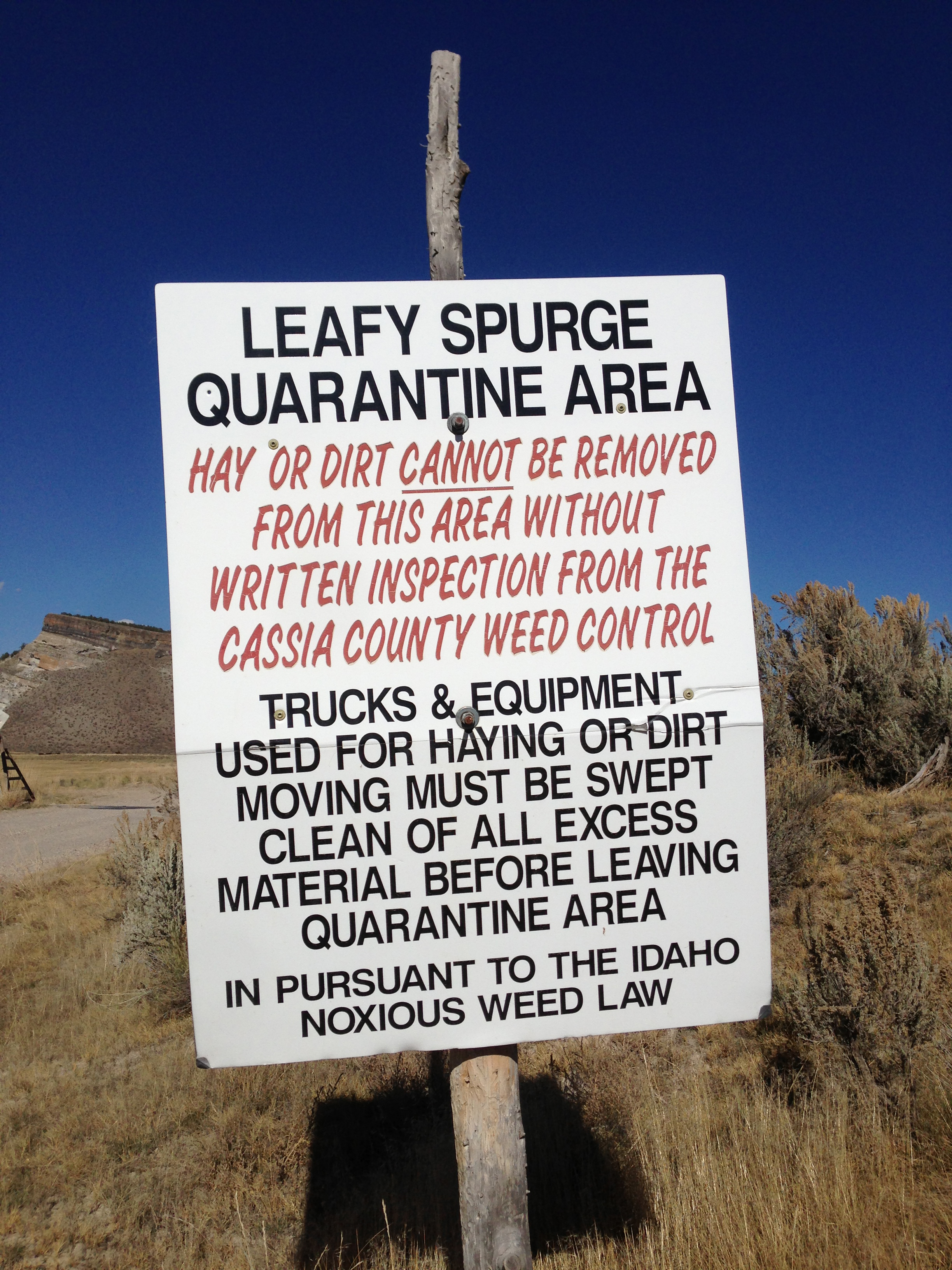
Cartello che indica un'area in quarantena.

La quarantena, detta anche contumacia, è un isolamento forzato, solitamente utilizzato per limitare la diffusione di uno stato pericoloso (una malattia). Il termine deriva da quaranta giorni, la durata tipica dell'isolamento cui venivano sottoposte le navi provenienti da zone colpite dalla peste nel XIV secolo.
La quarantena si applica ai soggetti che potrebbero essere stati esposti ad un agente infettivo, ma che non hanno una diagnosi, al fine di evitare di trasmettere l'eventuale contagio. Il termine quarantena è spesso utilizzato impropriamente al posto di isolamento, che invece è la misura alla quale sono sottoposti i malati confermati di una malattia infettiva, con lo scopo di proteggere dal pericolo di contagio i soggetti suscettibili.

## Storia
Antiche forme di isolamento dei malati contagiosi risalgono ai tempi dell'antica Mesopotamia (un esempio si trova nelle lettere del re di Mari Zimri-Lim, vissuto nel XVIII secolo a.C.) e ai tempi biblici delle scritture ebraiche, come si può leggere nelle scritture di Levitico 13:1-59 14:38, 46 e in quelle di Numeri 19:11-13. Secondo la Legge, chi aveva o si sospettava che avesse una malattia contagiosa veniva messo in "quarantena", vale a dire veniva allontanato dagli altri o isolato per un certo tempo. Periodi di sette giorni erano richiesti nei casi sospetti di lebbra che riguardavano persone, indumenti e altri oggetti, o case.
Anche se le Scritture non dicono che sia stata stabilita per motivi sanitari, quest’ultima norma costituiva una certa protezione se si trattava del cadavere di qualcuno morto per una malattia infettiva.
Venne poi usato dagli equipaggi delle navi come misura di prevenzione contro le malattie che imperversavano nel XIV secolo, fra cui la peste. Un documento del 1377 stabiliva che prima di entrare a Ragusa, l'odierna Dubrovnik in Croazia, era necessario passare 30 giorni (una trentina) in un luogo isolato, di solito le vicine isole di fronte alla costa, in attesa dell'eventuale manifestarsi di sintomi di peste. Nel 1448 il Senato veneziano prolungò il periodo d'isolamento fino a 40 giorni dando origine al termine quarantena (originariamente, forma veneta per quarantina).
Altre malattie si prestarono alla pratica della quarantena, prima e dopo la devastazione della peste:
- tutti i soggetti affetti da lebbra, storicamente isolati dalla società;
- i tentativi atti a contenere l'invasione della sifilide nell'Europa del Nord nel 1490 circa;
- l'avvento della febbre gialla in Spagna all'inizio del XIX secolo;
- l'arrivo del colera asiatico nel 1831;
- la propagazione del COVID-19, malattia riscontrata in Cina e poi a livello globale negli ultimi mesi del 2019 e inizio 2020.

Venezia fu la prima ad emanare provvedimenti per arginare la diffusione della peste, nominando tre tutori della salute pubblica nei primi anni della Peste Nera (1347), seguì poi Reggio Emilia nel 1374. Il primo lazzaretto fu fondato da Venezia nel 1403, su una piccola isola contigua alla città; nel 1467 Genova seguì l'esempio di Venezia. Nel 1476 il vecchio ospedale per lebbrosi di Marsiglia fu convertito in ospedale per gli appestati: il grande lazzaretto di questa città, forse il più completo nel suo genere, è stato edificato nel 1526 sull'isola di Pomgue. Le pratiche in tutti i lazzaretti del Mediterraneo non erano differenti dalle procedure inglesi nei commerci con il sudovest asiatico e con il Nordafrica.
Con l'approssimarsi del colera, nel 1831 furono costruiti nuovi lazzaretti nei porti occidentali (notevole è lo stabilimento immenso vicino a Bordeaux), dopodiché vennero utilizzati per altri scopi.
Il Regno Unito era solito ordinare per tutti i cani (ed anche per la maggior parte degli animali) introdotti nel Paese, un periodo di sei mesi di quarantena in un canile dell'Her Majesty's Customs and Excise come misura preventiva contro il rischio di importare la rabbia dall'Europa continentale.
In tempi più recenti si possono citare gli astronauti protagonisti delle prime missioni di esplorazione lunare che, al loro ritorno sulla Terra, furono messi precauzionalmente in isolamento per un periodo di tre settimane.
Al 2019 la misura di quarantena più grande mai disposta in una singola nazione risulta quella della provincia di Hubei, in Cina, relativa a 60 milioni di persone circa, come misura di contenimento dell’epidemia CoViD-19. Tuttavia nel corso della stessa epidemia, al 25 marzo 2020, circa 3 miliardi di persone sono state confinate in casa per impedire la diffusione del virus.

## Problemi applicativi
Per quanto riguarda le persone, la quarantena solitamente crea problemi riguardanti i diritti civili, specialmente in casi di lungo internamento o separazione dalla società, come nel caso di Mary Mallon, una portatrice sana di febbre tifoide.
I primi astronauti a visitare la Luna furono messi in quarantena al momento del loro ritorno in un Laboratorio di Ricezione Lunare appositamente costruito.
Alcuni periodi di quarantena possono essere molto brevi, come nel caso di un sospetto attacco di antrace, in cui le persone sono autorizzate ad andarsene non appena si tolgono di dosso i loro vestiti potenzialmente contaminati e si sottopongono a una doccia di decontaminazione. Ad esempio, un articolo intitolato "Daily News workers quarantined" descrive una breve quarantena che dura finché le persone non vengono lavate in una tenda di decontaminazione. (Kelly Nankervis, Daily News). L'articolo di febbraio/Marzo 2003 dell'HazMat Magazine suggerisce che le persone rimangano "chiuse in una stanza finché non possa essere eseguita un'adeguata decontaminazione", nel caso di "sospetta antrace".

## Utilizzo del termine in altri ambiti
Il termine, utilizzato anche in informatica, indica la pratica di isolamento dei file corrotti da virus in speciali directory, allo scopo di bloccarne la proliferazione e consentendone eventualmente l'analisi.
Il termine "quarantena" venne utilizzato dal presidente degli Stati Uniti Franklin Delano Roosevelt in un suo famoso discorso per indicare i provvedimenti da prendere a livello di politica internazionale contro le nazioni aggressive portatrici delle "malattie" della guerra, dell'intolleranza e dell'illegalità.